# جيسوس كاسترو
جيسوس كاسترو (بالإسبانية: Jesús Castro González)‏ (23 يناير 1951 أوفييدو إسبانيا - 26 يوليو 1993 فال دي سان فايسينت إسبانيا) هو لاعب كرة قدم إسباني سابق كان يلعب كحارس مرمى.